# Província de Riad
La província de Riad, també coneguda com a Regió de Riad, és una província d'Aràbia Saudita que es troba al centre d'Aràbia. Té una superfície de 404.240 km2. Segons el cens de 2022 tenia una població de 8.591.748 habitants i un PIB de 224 mil milions de dòlars. És la segona província més gran d'Arabia Saudita, rere la Província Oriental.